# Récits inachevés de Spirou et Fantasio
La série de bande dessinée Spirou et Fantasio comprend de nombreux récits inédits ou inachevés, pour diverses raisons. À trois reprises, le changement d'auteur de la série Spirou et Fantasio entraîne l'abandon d'un épisode en cours d'écriture.

## La Maison dans la mousse
Épisode entamé par Fournier en 1980, mais abandonné quand Dupuis décide de passer la main à un autre auteur. Les cinq planches réalisées sont publiées en 1989 dans Les Mémoires de Spirou.

## Spirou et les Diskies
dessins et scénario : Nic Broca, 1981.
Spirou et Fantasio découvre des créatures étranges, les diskies, dont ils feront le succès à la télévision. Autre projet inachevé, cette histoire ne sera pas perdue pour tout le monde car Nic Broca adaptera le concept des diskies pour en faire Les Snorky qui seront adaptés en BD et en série animée par l'auteur.